# Michiko Nomura
Michiko Nomura (jap. 野村 道子 Nomura Michiko; ur. 31 marca 1938 w Jokohamie) – japońska seiyū związana z agencją Ken Production. Najbardziej znana z roli tytułowej pszczółki Mai z serialu animowanego z 1975 roku, Priscily z serialu Calimero, a także z roli tytułowej Heli w serialu animowanym Hela Superdziewczyna oraz roli Shizuki Minamoto w anime i filmach z serii Doraemon. Była żoną aktora głosowego Kenji Utsumi aż do jego śmierci.

## Wybrana filmografia

### Role głosowe
- 1967: Perman
- 1967: Speed Racer (odc. 5–52) jako Mitchi Shimura („Trixie”)
- 1969: Attack No. 1 jako Yumiko Mihara
- 1969: Dororo jako Sayo
- 1969: Tygrysia Maska (odc. 78–105) jako Ruriko Wakatsuki
- 1971: Hela Superdziewczyna jako 'Hella; 1971 r.
- 1972: Devilman
- 1973: Babel II jako Yumiko Furumi
- 1974: Calimero jako Priscila
- 1975: Pszczółka Maja jako Maja
- 1976–2005: Sazae-san jako Wakame Isono (drugi głos)
- 1978: Space Pirate Captain Harlock
- Shizuka Minamoto w odcinkach specjalnych i filmach serii Doraemon:
  - Doraemon (1979)
  - Doraemon and Itchy the Stray (special)
  - Doraemon Meets Hattori the Ninja (special)
  - Doraemon's Time Capsule for 2001 (special)
  - Doraemon: Featherplace (special)
  - Doraemon: It's Spring! (special)
  - Doraemon: It's Summer! (special)
  - Doraemon: Summer Holiday (special)
  - Doraemon: It's Autumn! (special)
  - Doraemon: It's Winter! (special)
  - Doraemon: It's New Year! (special)
  - Doraemon: Treasure of the Shinugumi Mountain 1979 r.
  - Doraemon: Nobita's Dinosaur (movie); 1980 r.
  - Doraemon: Nobita no Uchū Kaitakushi (movie); 1981 r.
  - Doraemon: What Am I for Momotaro (movie); 1981 r
  - Doraemon: Nobita's Monstrous Underwater Castle (movie); 1983 r.
  - Doraemon: Nobita's Little "Star Wars" (movie); 1985 r.
  - Doraemon: Nobita and the Platoon of Iron Men (movie); 1986 r.
  - Doraemon: Nobita and the Dragon Rider (movie); 1987 r.
  - Doraemon: Nobita's Version of Saiyuki (movie); 1988 r.
  - Doraemon: Nobita at the Birth of Japan (movie); 1989 r.
  - Dorami-chan: Mini-Dora SOS (movie); 1989 r.
  - Doraemon: Nobita's Animal Planet (movie); 1990 r.
  - Doraemon: Nobita in Dorabian Nights (movie); 1991 r.
  - Doraemon: Nobita to Kumo no Ōkoku (movie); 1992 r.
  - Doraemon: Nobita's Tin-Plate Labyrinth (movie); 1993 r.
  - Doraemon: Nobita's Fantastical Three Musketeers (movie); 1994 r.
  - Doraemon: Nobita's Genesis Diary (movie); 1995 r.
  - Doraemon: Nobita's Galactic Express (movie); 1996 r.
  - X'mas da yo! Doraemon & Doraemons Chō Special; 1996 r.
  - Doraemon: Nobita's Adventure in Clockwork City (movie); 1997 r.
  - Doraemon: Doraemon Comes Back (movie); 1998 r.
  - Przygody Nobity na Morzu Południowym; 1998 r.
  - Doraemon: Nobita Gets Lost in Space (movie); 1999 r.
  - Doraemon: Nobita's the Night Before a Wedding (movie); 1999 r.
  - Doraemon: Nobita and the Legend of the Sun King (movie), 2000 r.
  - Doraemon: Obāchan no Omoide (movie); 2000 r.
  - Doraemon: Ganbare! Gian!! (movie); 2001 r.
  - Doraemon: Nobita's Winged Heroes (movie); 2001 r.
  - Doraemon: Nobita & Robot Kingdom (movie); 2002 r.
  - Doraemon: Boku no Umareta Hi (movie) 2002 r.
  - Doraemon: Ludzie wiatru; 2003 r.
  - Doraemon: Nobita's Wannyan Space-Time Legend (movie); 2004 r.
  - Doraemon: Nobita's Great Adventure in the World of Magic (movie); 2007 r.
  - Doraemon: Nobita's Great Demon – Peko and the Exploration Party of Five (movie); 2014 r.
- 1980: Manga Kotowaja Jiten jako Toki
- 1981: Sea Prince and the Fire Child (movie) jako Ruu
- 1982: Patalliro! jako Purara
- 1983: Różowy smok Serendipity jako Kōna
- 1989: Hutch Miodowe Serce jako Aya
- Tora Harakiri w
  - Kämpfer; 2009 r.
  - Kämpfer für die Liebe (special); 2011 r.

## Nagrody
- 2016: Dziesiąta edycja Seiyū Awards: Nagroda za zasługi[1]